# Teresa Perales
María Teresa Perales Fernández (Saragossa, 29 de desembre de 1975) és una nedadora paralímpica —guanyadora de 22 medalles paralímpiques—, expolítica i escriptora espanyola. Actualment és una de les esportistes amb més medalles i l'esportista espanyola amb més medalles d'or en la història dels Jocs Paralímpics.

## Biografia i trajectòria esportiva
Va néixer a Saragossa el 29 de desembre de 1975. Als 19 anys, la saragossana va perdre la mobilitat des de la cintura fins als peus a causa d'una neuropatia. L'últim dia que va marxar sense crosses va ser per celebrar que el Reial Saragossa guanyés la Recopa d'Europa, al maig de 1995. Després d'uns mesos molt durs, va assimilar que havia perdut la capacitat de caminar i es va adaptar a la seva nova situació. Teresa va aprendre a nedar i en qüestió d'un any va començar a competir.
La seva paraplegia no li ha impedit desenvolupar una brillantíssima carrera esportiva. Va començar a destacar en 1998, quan en els campionats del món de Nova Zelanda es va fer amb el bronze en 50 metres lliures. A l'any següent va acumular metalls en els campionats europeus: medalla de bronze en 50 i 100 lliures, i en 50 papallona; i medalla de plata en 200 lliures, 4 x 50 lliures i 4 x 50 estils.

### Les seves participacions en els Jocs Paralímpics

#### Sydney 2000
La seva consagració va arribar l'any 2000, als Jocs Paralímpics de Sydney. Hi va aconseguir la plata en 50 metres papallona, i quatre medalles de bronze: pels 50, 100 i 200 lliures i els 50 esquena.

#### Atenes 2004
En els Jocs Paralímpics d'Atenes de l'any 2004 es va produir l'actuació més destacada fins llavors de Teresa Perales.
El 19 de setembre va conquistar la seva primera medalla en la competició, tenint sempre d'escenari el Centre Aquàtic Olímpic de la capital grega; aquesta va ser d'or, en la prova dels 50 metres lliures, amb una marca d'1:19,96.
L'endemà va conquistar la seva segona medalla, de bronze, en quedar tercera en la prova de 50 metres esquena.
El 22 de setembre va guanyar l'or en la prova dels 50 metres papallona. Va aconseguir un temps de 44,70.
L'endemà passat, es va penjar la medalla de bronze en la final dels 100 metres braça.
El 27 de setembre va conquistar dues medalles més: una de plata en el relleu 4x50 de l'equip espanyol femení (format per l'aragonesa Regina Cachán, Noelia García i Vanesa Capo) i una de bronze en la prova dels 50 lliures. En aquesta prova va aconseguir un temps de 37,62 s; es va quedar a 9 centenes de la plata, que va anar per a la francesa Beatrice Hess. L'or va ser per a la ucraïnesa Olena Akopyan (rècord mundial i paralímpic).
La delegació paralímpica espanyola va conquistar 71 metalls: 20 d'or, 27 de plata i 24 de bronze. Espanya va acabar en el setè lloc de la classificació general del medaller.

#### Pequín 2008
I van arribar els Jocs Paralímpics de Pequín (Xina) l'any 2008, on la nedadora aragonesa es va coronar com una de les principals figures de la cita olímpica amb tres ors (en 50, 100 i 200 metres lliures), una plata (en els 50 esquena) i un bronze (en 100 braça), i a més dos rècords mundials (en classe S5).
Van ser cinc medalles que igualaven el vell rècord de Purificació Santamarta i la convertien al setembre de 2008 en l'esportista espanyola amb més metalls dels Jocs Paralímpics. Va ser una gran fita per a la història de l'esport aragonès i espanyol.
El 7 de setembre va aconseguir la seva primera medalla, que va anar d'or, en la prova dels 100 metres lliures. Es tractava de la primera medalla daurada per a la delegació espanyola en aquests Jocs. Amb un crono de 1:16,65, va superar en més de dos segons l'anterior rècord del món, en mans de la francesa Beatrice Hess des de l'any 2000. Va superar en gairebé cinc segons a la segona classificada en la final, la israeliana Inbal Pezaro.
L'endemà va conquistar la seva segona medalla, aquesta de plata, en finalitzar en segona posició en els 50 metres esquena. En aquesta final, l'aragonesa no va poder a cap moment apropar-se a la txeca Bela Hlavackova, que va finalitzar l'esmentada prova en 41:03 (establint un nou rècord paralímpic). Perales va detenir el cronòmetre en 44:58.
El 9 de setembre, Teresa va tornar a proclamar-se campiona, aquesta vegada en la prova dels 200 metres lliures. La final d'aquesta prova la va disputar tenint el tercer millor temps de totes les finalistes. No obstant això, va acabar primera amb un temps de 2:47,47, dos segons menys que la subcampiona, la israeliana Inbal Pezaro.
Tres dies després va aconseguir una nova medalla, de bronze, en la prova dels 100 metres braça de la categoria SB4. Perales tenia el cinquè millor temps de les finalistes i havia de rebaixar la seva millor marca personal en uns tres segons per entrar en el podi. Finalment la nedadora saragossana va acabar tercera, amb un temps de dos minuts i un segon, després d'avançar a la singapurense Theresa Goh.
El 15 de setembre, Teresa va aconseguir la seva cinquena medalla en aquests Jocs Paralímpics, un or en els 50 lliures, amb un rècord del món inclòs. La nedadora espanyola va baixar el cronòmetre fins als 35:88, batent a la txeca Bela Hlavackova i la ucraïnesa Olena Akopyan. L'anterior rècord en aquesta prova estava establert en 36:42 des de l'any 2003. Aquesta carrera va ser presenciada en el Cub d'Aigua pel president del COI, Jacques Rogge, i el llavors secretari d'Estat per a l'Esport, Jaime Lissavetzky. Teresa Perales va marxar de la capital xinesa amb 16 metalls en el seu palmarès. Per això, empatava amb el seu compatriota l'atleta Purificació Santamarta. Santamarta va aconseguir aquest nombre de medalles en set Jocs Paralímpics (onze ors, quatre plates i un bronze).
El 17 de setembre, Teresa va ser triada membre del Consell d'Esportistes del Comitè Paralímpic Internacional per als següents quatre anys mitjançant votació dels esportistes paralímpics que es trobaven en la Vila Olímpica, entre 14 candidats.

#### Londres 2012
El 29 d'agost va ser la banderera de la delegació espanyola en la cerimònia d'inauguració dels Jocs Paralímpics de la ciutat de Londres.
L'endemà es va convertir en l'esportista espanyola més llorejada dels Jocs Paralímpics, en conquistar la seva dissetena medalla, una plata en els 50 metres lliures, prova en la qual va nedar en 36,50 segons, que van resultar insuficients per batre a la ucraïnesa Natalia Prologaieva, va ser mig segon més veloç que l'aragonesa.
El 31 d'agost es va alçar amb el tercer lloc en la final dels 200 metres estils, un resultat que li va fer guanyar la medalla de bronze. La guanyadora d'aquesta prova va ser la ucraïnesa Prologaieva, que va establir un nou rècord del món, deixant-ho en 3:13,43. La nedadora noruega Sarah Louise Rung ho va deixar en 3:15,89 i l'espanyola en 3:28,58.
Un dia després, l'espanyola va aconseguir una nova medalla, aquesta de plata, en els 200 metres lliures. En aquesta prova, en el pas dels 150 metres, Teresa va intentar escurçar a Sarah Louise Rung, que anava al capdavant. Però no ho va poder aconseguir; Rung va aconseguir la medalla d'or amb un temps de 2:49,74, dos segons més ràpida que Teresa, que va parar el seu crono en 2:51,79.

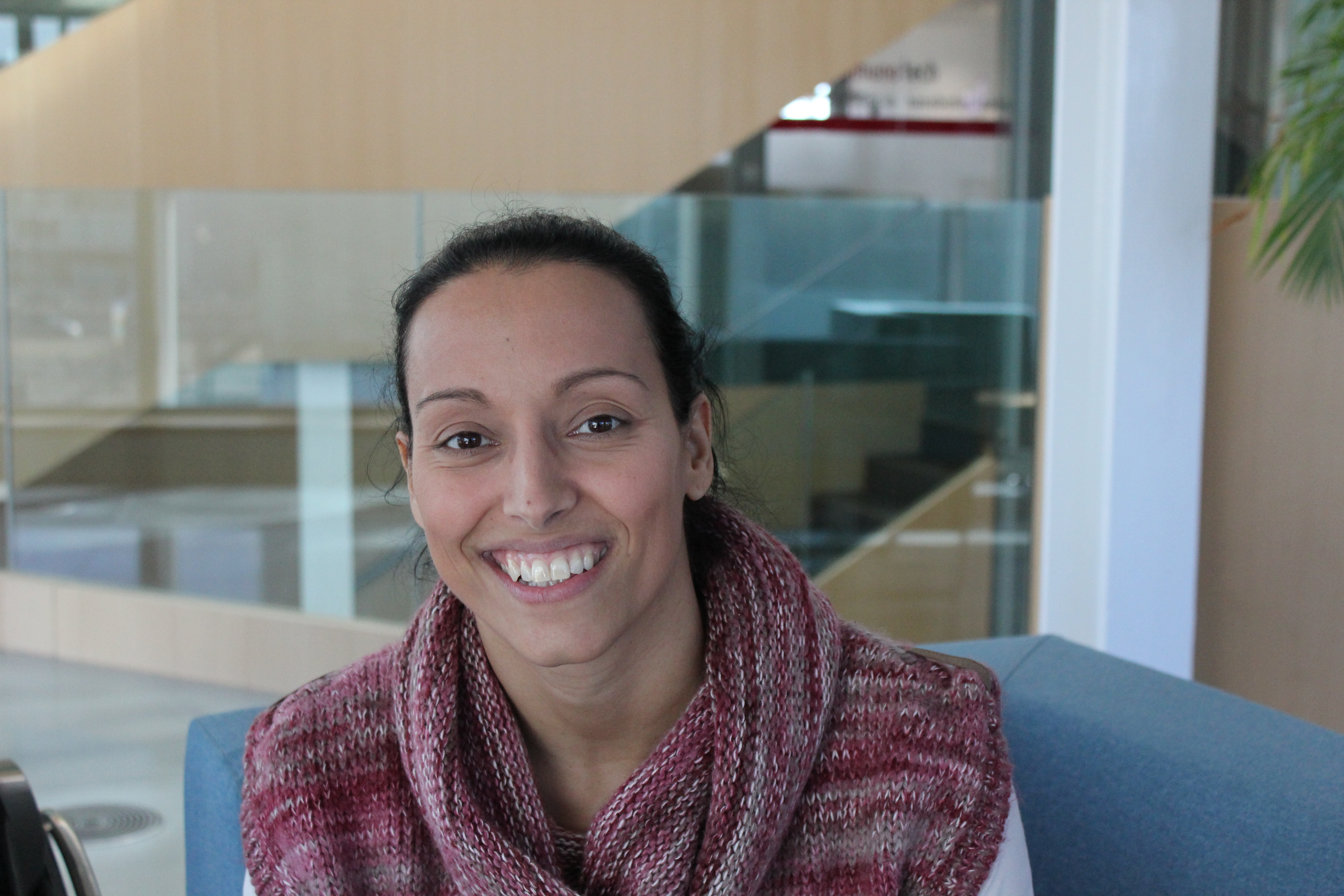
Teresa Perales a Saragossa el gener de 2013.

Tres dies després, el 4 de setembre, va conquistar la seva vintena medalla, en aquesta ocasió de bronze, en una final dels 100 metres braça. Teresa va marcar el tercer millor temps en les semifinals per aconseguir la seva classificació en la final. Perales va dominar els primers metres en la final gràcies a una gran sortida, però la ucraïnesa Prologaieva i la noruega Rung la van avançar, per la qual cosa es va veure que la medalla d'or seria per una d'elles, encara que es decidiria en els últims instants de la prova. La ucraïnesa va batre el seu propi rècord, deixant-ho en 1:43,99, mentre que Rung el va deixar en 1:45,68. Teresa va acabar tercera amb un crono d'1:56,17 i va guanyar la seva medalla per centèsimes, ja que la israeliana Pezaro el va parar en 1:56,73.
El president del Govern d'Espanya, Mariano Rajoy, va enviar l'endemà diversos telegrames per felicitar a diversos campions paralímpics espanyols, entre ells Teresa. D'ella va dir que els seus assoliments estaven «només a l'abast d'aquells amb un talent i una capacitat de superació especials» i que demostrava que «Espanya no podia haver comptat amb millor abanderada en aquesta Paralimpíada».
El 7 de setembre va conquistar la seva cinquena medalla a Londres, aquesta de plata en els 50 metres papallona. La noruega Rung va guanyar la d'or en una prova molt igualada, ja que la va conquistar amb un crono de 41,76 s i la nedadora espanyola va parar el crono en 42,67 s. cal destacar que la medalla de bronze va ser per a la brasilera Joana María Silva, amb 46,62 s.
L'endemà, tenint com a escenari el Centre Aquàtic de Londres, com en els anteriors dies de competició, Teresa va conquistar la seva primera medalla d'or en aquests Jocs Paralímpics, i ho va fer en la prova dels 100 metres lliures i amb una marca d'1:18.55.
Amb aquesta medalla sumava 22 en el seu palmarès, les mateixes que va aconseguir el nedador olímpic nord-americà Michael Phelps, qui s'havia retirat unes setmanes abans en els Jocs Olímpics que va albergar la capital anglesa. Aquest mateix dia que igualava la gesta de Phelps, va ser reelegida com a membre del Consell d'Esportistes del Comitè Paralímpic Internacional per a quatre anys més.

#### Rio de Janeiro 2016
Des del mes de febrer de 2015, després d'un conveni signat per l'ajuntament de la seva ciutat natal, Teresa entrena de cara a la seva preparació als quals seran els seus cinquens Jocs Paralímpics en el pavelló Segle XXI, al barri del Actur.

### Les seves participacions en altres campionats

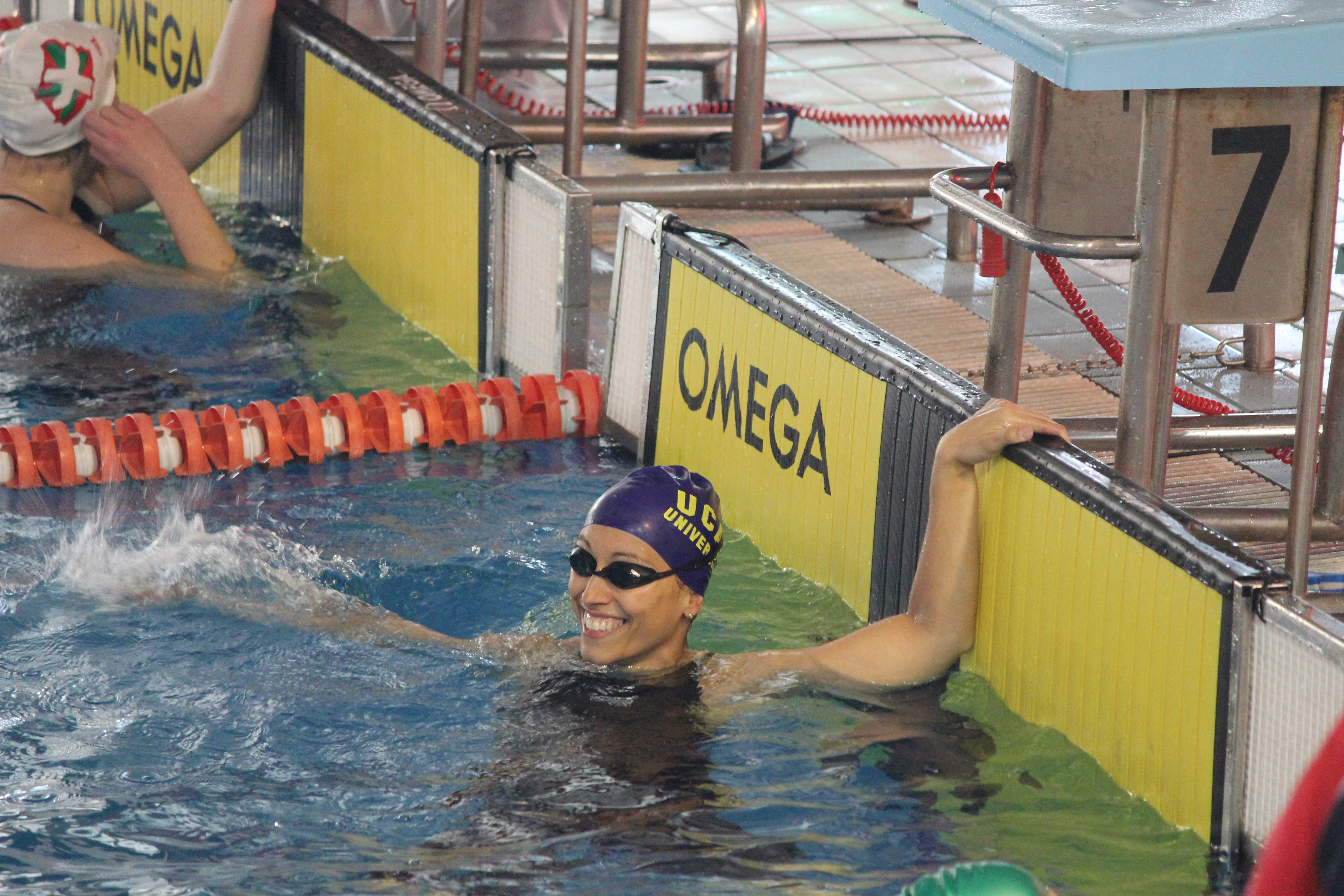
Perales va guanyar or en la 50 m esquena a Campionat d'Espanya de Natació Paralímpica per Seleccions Autonòmiques 2015 en Alicorn, Madrid.

- L'any 2006, en el Campionat del Món celebrat a Sud-àfrica, es va alçar amb el bronze en 50 metres lliures i esquena, i amb la plata en 50 metres papallona.[32]
- El juny de 2007, l'aragonesa va conquistar tres medalles (una plata i dues de bronze) en l'obert paralímpic de Eurowaves celebrat a la ciutat txeca de Brno.[33]
- Al novembre de 2007, en el Campionat Britànic de Natació en Piscina Curta, Teresa va batre els rècords del món de 100 i 200 metres lliures de natació adaptada (en classe S5), amb el que va conquistar dos nous ors als quals caldria sumar altres dos nous ors que va guanyar l'endemà en les proves de 50 metres papallona i 50 metres lliures.[34]
- Al desembre d'aquest mateix any, va conquistar cinc medalles d'or (en 50 m. esquena, lliures i papallona, 100 m. lliures i 200 m. lliures) en l'Open Swimming Championships, que es va celebrar a Maryland (EUA).[35]
- Entre els dies 28 al 30 de març de 2008, Teresa va aconseguir tres medalles d'or en sengles proves disputades en el French Swimming Championships, Open Internacional de natació disputat a la ciutat francesa de Nancy.[36]
- A l'abril de 2011, Teresa va tornar a competir a Berlín. La nedadora espanyola va estar allunyada de les piscines, després de convertir-se l'any anterior en mare.[37] Al juliol d'aquest mateix any, en l'Europeu de Natació Paralímpica de Berlín, Teresa va conquistar vuit medalles, les quals van anar: un or en els 100 metres lliure, classe S5 (nedadores amb gran discapacitat física), quatre plates en 50 i 200 metres lliure, 50 papallona i relleu 4x100 lliure, i tres bronzes en 200 metres estils i relleu 4x50 estils i 4x100 estils.[38]
- L'agost de 2013, Teresa no va poder participar en el Mundial de natació paralímpica a Mont-real (Canadà) per recomanació mèdica, ja que l'aragonesa va sofrir un còlic.[39]
- Entre els dies 4 al 10 d'agost de 2014 es va celebrar a la ciutat holandesa de Eindhoven el Campionat d'Europa de natació paralímpica. En el primer dia de competició, Teresa es va proclamar campiona d'Europa en la prova dels 100 metres lliures.[40] L'endemà, va conquistar la seva segona medalla, d'or, al costat dels seus companys de l'equip espanyol: Sebastián Rodríguez, Richard Oribe i Julia Castelló en la prova del relleu 4x50 lliure 20 punts mixt.[41] Un dia després, va guanyar la seva tercera medalla, una plata en 200 metres estilo.[42] L'endemà, va obtenir la seva quarta medalla, de plata, en la prova de 200 metres estils.[43] El 9 d'agost, l'endemà passat, es va penjar dues noves medalles, una d'or, en la prova de 50 metres lliure en classe S5 i una altra de plata, com a integrant del relleu femení de 4x100 lliure.[44] En l'últim dia de competició, el dia 10, va guanyar la seva setena medalla, d'or, en la prova de 50 metres esquena.[45]
- [46][47][48][49][50][51][52]
- [53][54][55][56][57]

## Distincions i reconeixements individuals
- El 4 d'octubre de 2004, Teresa va ser homenatjada per les Corts d'Aragó, les quals li van obsequiar amb un brot de l'olivera cinc vegades centenari que es troba en els jardins que circumden el Palau de l'Aljaferia.[58]
- El 4 d'octubre de 2008, el ple de l'Ajuntament de la seva ciutat li va concedir el títol de Filla predilecta de Saragossa.[59]
- L'endemà i coincidint amb el 200 aniversari dels Setges de Saragossa, Teresa i altres aragoneses van rebre la medalla d'Homenatge a les Heroïnes de mans de l'Alcalde de la ciutat, Juan Alberto Belloch.[60]
- El 23 d'abril de 2009, va ser condecorada pels Reis d'Espanya amb la Real Orde del Mèrit Esportiu i li va ser lliurada la medalla d'or.[61]
- El 22 de setembre de 2012, Teresa al costat dels altres dos esportistes aragonesos paralímpics que van competir a Londres, Jorge Cardona i Javier Hernández van fer el servei d'honor en La Romareda, abans que comencés el xoc que va enfrontar a l'equip aragonès contra el Club Atlètic Osasuna.[62]
- El 6 d'octubre de 2012, va ser l'encarregada de fer el pregó de les festes del Pilar.[63]
- Vuit dies després, el 14 d'octubre, va ser guardonada com a Saragossana Exemplar per l'Ajuntament de la seva ciutat natal.[64]
- El 2 de novembre de 2012, el Govern d'Espanya li va concedir la Gran Creu de la Real Orde del Mèrit Esportiu. Aquest és el màxim reconeixement oficial per a un esportista espanyol. Teresa es va convertir en la primera esportista paralímpica a rebre aquest guardó.[65] El 2 d'abril de 2014, la va rebre de mans del Rei Joan Carles I en el Palau de La Zarzuela al costat del seu marit i fill.[66]
- Al desembre d'aquest mateix any, va rebre el premi especial del diari As.[67] A més, aquest mateix mes, va rebre de les mans de la princesa d'Astúries, Letizia Ortiz el premi «Dona Avui», que lliura aquesta revista amb el mateix nom.[68]
- Al febrer de 2013, va rebre en la Gala de l'Esport de Saragossa, el Diploma al mèrit esportiu.[69] També, en aquest mes, va ser guardonada en la LXV gal·la del diari Món Esportiu amb el trofeu a la Gesta humà-esportiva.[70]
- El 14 de maig de 2013, Teresa va ser premiada com la millor esportista aragonesa en la XVI edició de la Gala de l'Esport d'Aragó.[71]

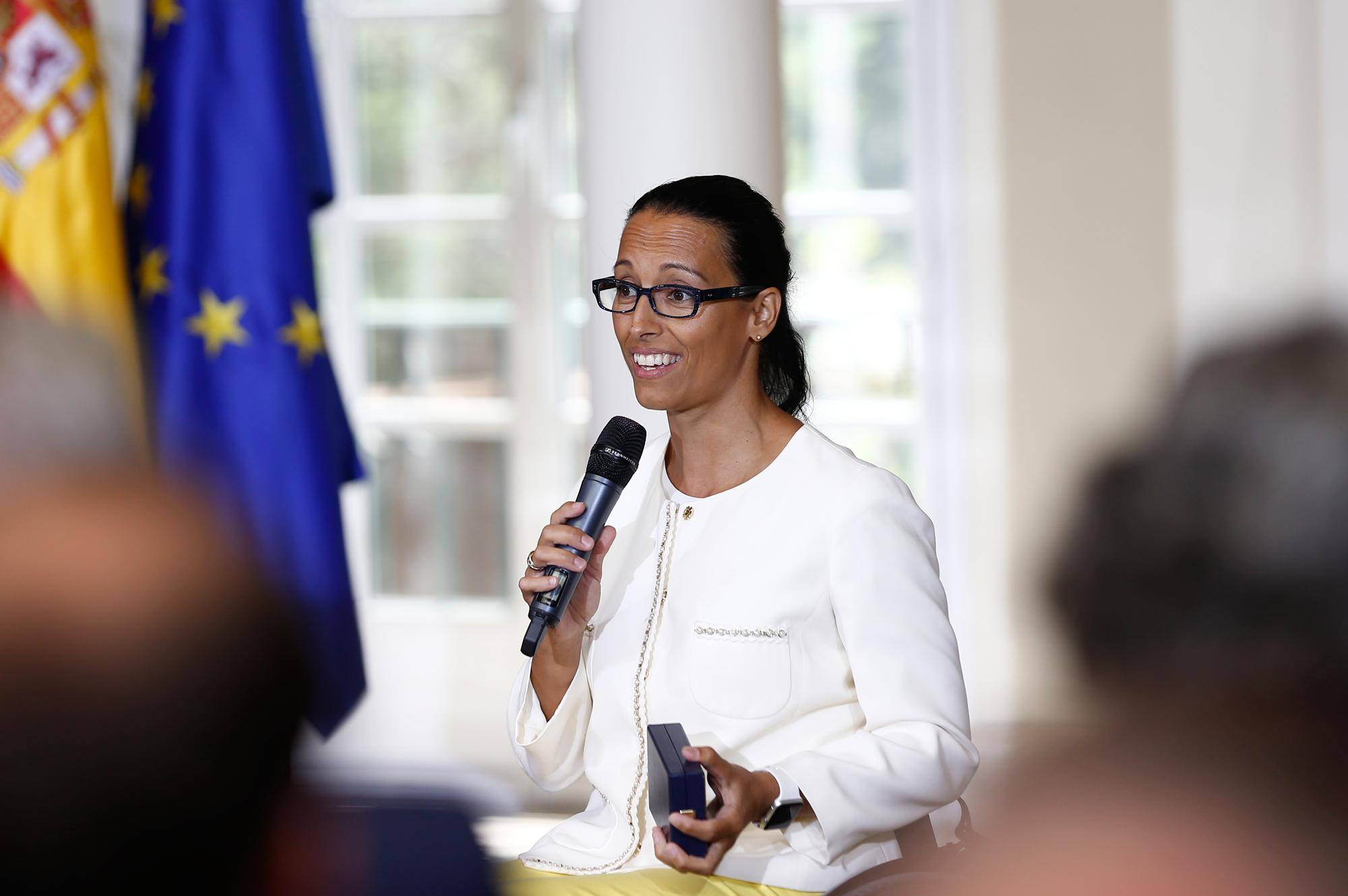
Teresa Perales rebent la Medalla d'or al Mèrit en el Treball 2017.

- En aquest mateix mes, va rebre el Premi Juan Palau com a Millor esportista de l'any 2012.[72]
- Al mes següent, el 5 de juny, va ser guardonada en la XX edició dels premis Aragonesos de l'Any en la categoria d'Aragonés de l'Any.[73]
- El dia 19 d'aquest mateix mes, Teresa va estar a un només vot (nou a vuit) de ser guardonada amb el Premi Príncep d'Astúries dels Esports, premi que va guanyar el jugador de golf espanyol José María Olazábal.[74][75]
- Marca Llegenda[76]
- Medalla d'or al Mèrit en el Treball 2017.

## Vida familiar
Va contreure matrimoni amb el periodista aragonès Mariano Menor, el 8 de gener de 2005 en la Basílica del Pilar de la seva ciutat natal.
En 2010, es va convertir en mare, en néixer el seu fill Mariano.

## Vida social

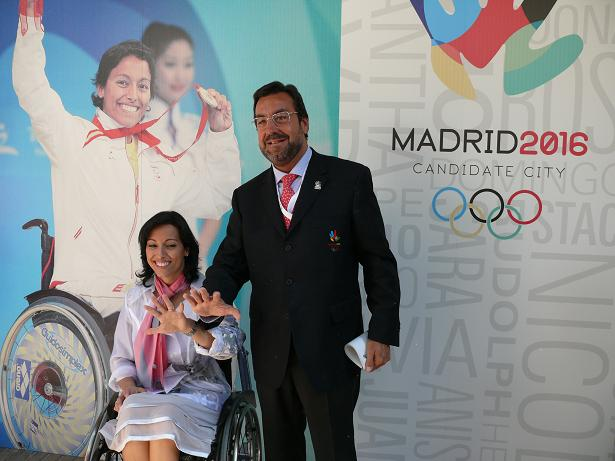
Teresa al costat del president del Comitè Paralímpic Español, Miguel Carballeda, davant l'arribada dels inspectors del COI durant la seva visita a Madrid en la seva candidatura pels Jocs Olímpics i Paralímpics de 2016.

En 2007, va publicar amb l'ajuda del seu marit el seu llibre autobiogràfic: Mi vida sobre ruedas.
El 14 de novembre de 2008, Teresa va ser l'encarregada de donar "el tret de sortida" a les múltiples activitats que s'anaven a organitzar en l'Aquari de Saragossa. I per això i per promocionar-les es va submergir en el tanc central (el qual és una recreació del primer riu del món) d'aquest recinte que es va construir per motiu d'Exposició Internacional de 2008.
El març de 2009, va ser coprotagonista al costat d'altres quatre esportistes paralímpics de la pel·lícula-documental dirigida per Mabel Lozano: "La Teoría del Espiralismo" en la qual es mostra el seu dia a dia.
El 2 d'octubre del 2009, Perales, al costat del llavors jugador del Reial Madrid Raúl González, van ser els triats per representar els esportistes espanyols en la presentació a Copenhaguen (Dinamarca) de la candidatura de Madrid com a seu dels Jocs Olímpics de 2016 i dels Jocs Paralímpics d'aquest mateix any en la seva elecció final.
Al setembre de 2012, va ser la protagonista del programa Unitat Mòbil de la cadena Aragón TV, el títol de la qual va ser "Una dona de llegenda".
El 31 de gener de 2013, va viatjar a la seu del Comitè Paralímpic Internacional (CPI) a la ciutat alemanya de Bonn per presentar el dossier de la candidatura de Madrid pels Jocs Olímpics i Paralímpics de l'any 2020. Al març d'aquest mateix any, Teresa va col·laborar amb la candidatura madrilenya quan es va produir la visita de la Comissió d'Avaluació del COI a la capital d'Espanya.
El 20 de març de 2013, va ser una de les protagonistes del programa Comando actualitat de la 1, aquesta emissió es va titular Gent excel·lent.
Novament, com va ocórrer quatre anys abans, el 7 de setembre de 2013, Teresa però en aquesta ocasió acompanyada pel jugador de bàsquet Pau Gasol van defensar als esportistes espanyols en l'elecció final del COI de la candidatura de Madrid a Buenos Aires (Argentina).
El 16 de gener de 2014, Teresa al costat de més de 200 esportistes espanyols van ser becats per la Universitat Catòlica Sant Antonio de Múrcia (UCAM).
El 20 de març d'aquest mateix any va presentar a la seva ciutat natal el seu segon llibre "La Fuerza de un sueño" al costat de la periodista esportiva María Escario.
Teresa va ser entrevistada per la revista Interviú en el seu exemplar número 2047.
Va ser durant 2 anys, professora a la Universitat de Saragossa de l'assignatura de lliure elecció Fisioteràpia en l'esport paralímpic.

## Trajectòria política
Va ser triada diputada del Partit Aragonés (PAR) per Saragossa en les Corts d'Aragó després de les eleccions autonòmiques de 2003. En 2006 va assumir la Direcció general d'Atenció a la Dependència.
A l'any següent, en el mes de novembre de 2007 va ser presentada pel PAR com a cap de llista per a les eleccions generals de 2008 per Saragossa. El juny de 2008, al novè congrés del Rolde Choben, va ser triada com a presidenta de les joventuts del Partit Aragonés, el Rolde Choben. La seva últim participació en el món polític va ser en les eleccions generals anticipades del 20 de novembre de 2011, Teresa va ocupar el lloc número 7 en les llistes al Congrés dels Diputats en la coalició PP-PAR.

## Palmarès
- En cites olímpiques —Sydney 2000, Atenes 2004, Pequín 2008 i Londres 2012— ha aconseguit vint-i-dues medalles:[97]
  - 6 ors
  - 6 plates
  - 10 bronzes
- En els campionats mundials de 1998, 2002 i 2006, a més de batre sis rècords del món (en classe S5), ha aconseguit onze medalles:[97]
  - 1 or
  - 6 plates
  - 5 bronzes
- En els campionats de natació paralímpica de caràcter europeu, de 1999, 2001 i 2003, ha aconseguit catorze medalles:[97]
  - 1 or
  - 10 plates
  - 3 bronzes
- A més, ha batut sis rècords d'Espanya.[97]